# Bobon
Bobon is een gemeente in de Filipijnse provincie Northern Samar op het eiland Samar. Bij de laatste census in 2007 had de gemeente bijna 20 duizend inwoners.

## Geografie

### Bestuurlijke indeling
Bobon is onderverdeeld in de volgende 18 barangays:
| - Acerida - Arellano - Balat-balud - Calantiao - Dancalan - E. Duran - Gen. Lucban - Jose Abad Santos - Jose P. Laurel | - Magsaysay - Quezon - Salvacion - San Isidro - San Juan - Santa Clara - Santander - Somoroy - Trojello |

## Demografie
Bobon had bij de census van 2007 een inwoneraantal van 19.765 mensen. Dit zijn 2.914 mensen (17,3%) meer dan bij de vorige census van 2000. De gemiddelde jaarlijkse groei komt daarmee uit op 2,22%, hetgeen hoger is dan het landelijk jaarlijks gemiddelde over deze periode (2,04%). Vergeleken met de census van 1995 is het aantal mensen met 3.965 (25,1%) toegenomen.

De bevolkingsdichtheid van Bobon was ten tijde van de laatste census, met 19.765 inwoners op 130 km², 152 mensen per km².